# Bukovlje
Bukovlje je naselje v Občini Zreče.